# 三来一补
“三来一补”的“三来”是指来料加工、来样加工、来件装配，而“一补”是指补偿贸易，是中華人民共和國（特别是广东省）在改革开放初期尝试性地创立的一种企业合作贸易形式，始于1978年，一说最早出现于广东省东莞市虎门镇太平手袋厂，另一说最早出现于广东省顺德市容奇镇（现佛山市顺德区容桂街道）的大进制衣厂。“三来一补”的出现主要跟改革开放初期地方缺乏资金、技术和技术人员有关，但到了后期“三来一补”企业比例不断下降，并逐渐被“三资”取代。

## 概述
“三来一补”企业是由中国大陸的企业法人与外商签署合作合同，并由中方的名义设立的工厂营业登记，该工厂并非企业法人，也非有限责任公司。
“三来一补”企业主要的结构是：由外商提供设备（包括由外商投资建厂房）、原料、来样，并负责全部产品的外销，由中国大陸企业提供土地、厂房、劳力。中外双方对各自不作价以提供条件组成一个新的“三来一补”企业；中外双方不以“三来一补”企业名义核算，各自记帐，以工缴费结算，对“三来一补”企业各负连带责任的。
随着中国大陸制造业的逐渐发展，2000年后，由于中華人民共和國政府对“三来一补”企业的政策始终没有发生变化，没能引导企业的利益结构发生变化，因此“三来一补”的企业结构显现出越来越多的问题，逐渐不适应中国大陸加入WTO后的发展。例如：
1. 较多“三来一补”企业对中華人民共和國政府“出口退税补贴”依赖较大而不注重外销利润的获取，如NIKE鞋、鞋的出口价格只有几十元人民币，而外商卖到国外市场后销售价达到90～120美元，巨额利润悉数由外商获得。[來源請求][2]
2. 不少“三来一补”企业中的中方股东逐步将经营管理权放手交到外方股东手中，缺乏创建自主品牌和“本地化”“国产化”的动力。
3. 企业在雇用员工方面违背中国大陸劳动政策低价雇用员工，较多企业甚至不能提供基本的劳动保护，使得大量内陆到珠江三角洲打工的年轻人身体得上“职业病”甚至遭受终身的损伤。
4. 对环境的严重破坏。
5. “三来一补”企业将产品超低价销售给外商引发外国政府征收巨额惩罚性关税。

## 与“三资”企业的区别
|              | “三来一补”企业                                       | “三资”企业                                     |
| ------------ | ---------------------------------------------------- | ---------------------------------------------- |
| 意义         | 来料加工、来样加工、来件装配、补偿贸易               | 中外合资、中外合作、独资企业                   |
| 法人资格     | 没有                                                 | 有独立的法人资格                               |
| 土地使用权   | 没有                                                 | 有，且能对企业进行财产设定、抵押、出租、转让等 |
| 商标专利权   | 不可取得                                             | 可取得                                         |
| 财产责任形式 | 无限责任，企业资产不足偿债时，其来料方外商须连带负责 | 有限责任，以企业资产为限对外负责               |
| 经营期限     | 一般在10年以下，有些甚至只有半年                     | 10-30年，最长50年                              |
| 内销权限     | 没有                                                 | 可申请内销                                     |
| 货款结算     | 必须于境外结算                                       | 可以公司名义直接结算                           |
| 受制约性     | 在一定程度上受地方政府束缚与制约                     | 依法受保障                                     |
| 增值税       | 按合同所定工缴费计征增值税                           | 采用“先征后退”或“免、抵、退”方式计征增值税     |
| 企业所得税   | 按核定数额按一定比例课税                             | “二免三减半”优惠                               |
| 其他规费     | 各种手续费、财政费及上缴区镇费用等                   | 地方政府对三资企业收费项目较少                 |
| 外汇管理     | 仅全额收汇                                           | 全额收付或以收抵支                             |
| 税务帐要求   | 较为宽松                                             | 严格                                           |
| 海关监管费   | 按进口料件或设备分别征收0.15%、0.3%的监管费          | 免征                                           |
| 进口免税设备 | 可进口设备                                           | 可以，但须在投资总额内进口免税设备             |
| 设立审批程序 | 较简便                                               | 严格                                           |

## 中国大陸首家“三来一补”企业之争
多年来，广东省东莞市虎门镇太平手袋厂和顺德市容奇镇（现佛山市顺德区容桂街道）大进制衣厂在争夺全国首家“三来一补”企业称号。太平手袋厂于2007年5月底被拆除，而大进制衣厂早在1999年被拆除。
东莞方面的说法是，太平手袋厂曾在广东省省级工商部门注册，并获得工商部门颁发的第一个“三来一补”企业牌照，编号为“粤字001”，然而，这个牌照因为已不复存在，而且没有相关影像资料证明，只有少数看见过牌照的人作证，所以至今还没有得到广泛确认。
顺德方面的说法是，从开业先后而言，大进制衣厂要早于太平手袋厂开业，根据《广东大进纺织服装实业公司发展史》和《顺德县志》的记载，大进制衣厂于1978年8月8日建成投产，而根据东莞相关文献，太平手袋厂于1978年9月15日开业。另外，大进制衣厂也曾在顺德境内注册，注册号为“顺德01号”，而且相关证件保存完好，现藏于广州海关史展览大厅。
1975年开始，华润首创“三来一补”，在深圳开展来料加工业务，组织港商参与其中。例如，华润领导的五丰行从泰国进口绿豆，运至国内加工龙口粉丝，再出口香港市场。1978年，国家计委副主任段云赴香港考察了华润的来料加工经验，国家计委根据华润的经验，出台了《开展对外加工装配业务试行办法》（即22条）并上报国务院，7月15日国务院批准颁布。而这时所谓的大进制衣厂与太平手袋厂尚未开业。由此，“三来一补”在内地轰轰烈烈地开展起来，成为内地早期改革开放的重要形式。